# 南亚蒿
南亚蒿（学名：Artemisia nilagirica）是菊科蒿属的植物。分布在印度、缅甸以及中国大陆的四川、西藏等地，多生长于中海拔地区的坡地上，目前尚未由人工引种栽培。